# Selena O'Hanlon
Selena O'Hanlon, née le 21 mars 1981 à Salisbury (Royaume-Uni), est une cavalière canadienne de concours complet.

## Carrière
Elle participe aux Jeux olympiques d'été de 2008 à Pékin sans obtenir de médaille.
Aux Jeux équestres mondiaux de 2010 à Lexington, elle remporte la médaille d'argent en concours complet par équipes, avec Stephanie Rhodes-Bosch, Hawley Bennett-Awad et Kyle Carter.